# 扎薩德卡
49°30′58″N 22°58′46″E / 49.51611°N 22.97944°E
扎薩德卡（烏克蘭語：Засадки），是烏克蘭西部的村莊，隸屬利維夫州的桑比爾區。該村面積0.71平方公里，海拔高度333米，2001年人口191，人口密度每平方公里269.01人。